# Ultra-Trail World Tour 2014
Navigation
Fondation 2015
L'Ultra-Trail World Tour 2014 est la première édition de l'Ultra-Trail World Tour, compétition internationale d'ultra-trail fondée en 2013 et qui regroupe en un circuit mondial dix courses déjà existantes. Il se déroule du 18 janvier au 26 octobre 2014, la première épreuve étant Hong Kong 100, disputé à Hong Kong, et la dernière, le Grand Raid, disputé à La Réunion. Il est remporté par le Français François D'Haene chez les hommes et par l'Espagnole Nuria Picas-Albets chez les femmes.

## Programme
| Nom de la course             | Pays                   | Date(s)               | Gagnant               | Gagnante           |
| ---------------------------- | ---------------------- | --------------------- | --------------------- | ------------------ |
| Hong Kong 100                | Hong Kong              | 18 et 19 janvier 2014 | Tirtha Bahadur Tamang | Francesca Canepa   |
| Transgrancanaria             | Espagne                | 1er et 2 mars 2014    | Ryan Sandes           | Nuria Picas-Albets |
| Tarawera Ultramarathon       | Nouvelle-Zélande       | 15 mars 2014          | Sage Canaday          | Jo Johansen        |
| Marathon des Sables          | Maroc                  | 4 au 14 avril 2014    | Rachid El Morabity    | Nikki Kimball      |
| Ultra-Trail Mt.Fuji          | Japon                  | 24 au 27 avril 2014   | François D'Haene      | Nuria Picas-Albets |
| 100 Australia                | Australie              | 17 et 18 mai 2014     | Stuart Gibson         | Nuria Picas-Albets |
| Lavaredo Ultra Trail         | Italie                 | 27 et 28 juin 2014    | Anton Krupicka        | Rory Bosio         |
| Western States Endurance Run | États-Unis             | 28 et 29 juin 2014    | Rob Krar              | Stephanie Howe     |
| Ultra-Trail du Mont-Blanc    | France, Italie, Suisse | 25 au 31 août 2014    | François D'Haene      | Rory Bosio         |
| Grand Raid                   | France                 | 23 au 26 octobre 2014 | François D'Haene      | Nathalie Mauclair  |

## Résultats

### Hong Kong 100
| Hommes | Hommes                | Hommes           | Hommes |  | Femmes | Femmes           | Femmes           | Femmes |
| Rang   | Athlète               | Temps            | Points |  | Rang   | Athlète          | Temps            | Points |
| ------ | --------------------- | ---------------- | ------ |  | ------ | ---------------- | ---------------- | ------ |
| 1      | Tirtha Bahadur Tamang | 10 h 02 min 04 s | 185    |  | 1      | Francesca Canepa | 12 h 59 min 19 s | 170    |
| 2      | Bed Bahadur Tamang    | 10 h 06 min 37 s | 174    |  | 2      | Pui-Yan Chow     | 13 h 32 min 48 s | 156    |
| 3      | Vlad Ixel             | 10 h 11 min 53 s | 165    |  | 3      | Ching-Ling Lo    | 13 h 55 min 34 s | 145    |

### Transgrancanaria
| Hommes | Hommes         | Hommes           | Hommes |  | Femmes | Femmes             | Femmes           | Femmes |
| Rang   | Athlète        | Temps            | Points |  | Rang   | Athlète            | Temps            | Points |
| ------ | -------------- | ---------------- | ------ |  | ------ | ------------------ | ---------------- | ------ |
| 1      | Ryan Sandes    | 14 h 27 min 42 s | 235    |  | 1      | Nuria Picas-Albets | 16 h 44 min 55 s | 220    |
| 2      | Julien Chorier | 14 h 36 min 28 s | 223    |  | 2      | Francesca Canepa   | 17 h 29 min 18 s | 204    |
| 3      | Tim Olson      | 14 h 39 min 03 s | 215    |  | 3      | Fernanda Maciel    | 17 h 31 min 57 s | 195    |

### Tarawera Ultramarathon
| Hommes | Hommes          | Hommes          | Hommes |  | Femmes | Femmes        | Femmes          | Femmes |
| Rang   | Athlète         | Temps           | Points |  | Rang   | Athlète       | Temps           | Points |
| ------ | --------------- | --------------- | ------ |  | ------ | ------------- | --------------- | ------ |
| 1      | Sage Canaday    | 5 h 33 min 38 s | 170    |  | 1      | Jo Johansen   | 7 h 32 min 43 s | 170    |
| 2      | Yun Yan-Qiao    | 5 h 52 min 30 s | 155    |  | 2      | Claire Walton | 7 h 11 min 48 s | 158    |
| 3      | Vajin Armstrong | 5 h 57 min 49 s | 145    |  | 3      | Dawn Tuffery  | 7 h 16 min 16 s | 149    |

### Marathon des Sables
| Hommes | Hommes             | Hommes           | Hommes |  | Femmes | Femmes         | Femmes           | Femmes |
| Rang   | Athlète            | Temps            | Points |  | Rang   | Athlète        | Temps            | Points |
| ------ | ------------------ | ---------------- | ------ |  | ------ | -------------- | ---------------- | ------ |
| 1      | Rachid El Morabity | 20 h 27 min 37 s | 220    |  | 1      | Nikki Kimball  | 29 h 04 min 49 s | 220    |
| 2      | Salameh Al Aqra    | 20 h 37 min 09 s | 209    |  | 2      | Laurence Klein | 30 h 05 min 19 s | 205    |
| 3      | Mohamad Ahansal    | 20 h 50 min 58 s | 199    |  | 3      | Amandine Roux  | 31 h 30 min 55 s | 190    |

### Ultra-Trail Mt.Fuji
| Hommes | Hommes           | Hommes           | Hommes |  | Femmes | Femmes             | Femmes           | Femmes |
| Rang   | Athlète          | Temps            | Points |  | Rang   | Athlète            | Temps            | Points |
| ------ | ---------------- | ---------------- | ------ |  | ------ | ------------------ | ---------------- | ------ |
| 1      | François D'Haene | 19 h 09 min 03 s | 250    |  | 1      | Nuria Picas-Albets | 23 h 27 min 34 s | 235    |
| 2      | Ryan Sandes      | 20 h 18 min 59 s | 231    |  | 2      | Fernanda Maciel    | 23 h 46 min 24 s | 223    |
| 3      | Mike Foote       | 20 h 54 min 16 s | 219    |  | 3      | Maria Semerjian    | 27 h 16 min 13 s | 196    |

### 100 Australia
| Hommes | Hommes         | Hommes          | Hommes |  | Femmes | Femmes             | Femmes           | Femmes |
| Rang   | Athlète        | Temps           | Points |  | Rang   | Athlète            | Temps            | Points |
| ------ | -------------- | --------------- | ------ |  | ------ | ------------------ | ---------------- | ------ |
| 1      | Stuart Gibson  | 9 h 31 min 11 s | 170    |  | 1      | Nuria Picas-Albets | 10 h 57 min 46 s | 170    |
| 1      | Andrew Tuckey  | 9 h 31 min 11 s | 170    |  | 2      | Joelle Vaught      | 11 h 45 min 15 s | 153    |
| 3      | Brendan Davies | 9 h 53 min 10 s | 148    |  | 3      | Fernanda Maciel    | 11 h 47 min 52 s | 145    |

### Lavaredo Ultra Trail
| Hommes | Hommes            | Hommes           | Hommes |  | Femmes | Femmes           | Femmes           | Femmes |
| Rang   | Athlète           | Temps            | Points |  | Rang   | Athlète          | Temps            | Points |
| ------ | ----------------- | ---------------- | ------ |  | ------ | ---------------- | ---------------- | ------ |
| 1      | Anton Krupicka    | 12 h 42 min 31 s | 185    |  | 1      | Rory Bosio       | 14 h 29 min 54 s | 170    |
| 2      | Mike Foote        | 12 h 57 min 38 s | 173    |  | 2      | Francesca Canepa | 14 h 45 min 55 s | 158    |
| 3      | Gediminas Grinius | 13 h 01 min 22 s | 165    |  | 3      | Katia Fori       | 15 h 57 min 27 s | 143    |

### Western States Endurance Run
| Hommes | Hommes       | Hommes           | Hommes |  | Femmes | Femmes            | Femmes           | Femmes |
| Rang   | Athlète      | Temps            | Points |  | Rang   | Athlète           | Temps            | Points |
| ------ | ------------ | ---------------- | ------ |  | ------ | ----------------- | ---------------- | ------ |
| 1      | Rob Krar     | 14 h 53 min 22 s | 200    |  | 1      | Stephanie Howe    | 18 h 01 min 42 s | 185    |
| 2      | Seth Swanson | 15 h 19 min 39 s | 187    |  | 2      | Larisa Dannis     | 18 h 29 min 18 s | 173    |
| 3      | Dylan Bowman | 15 h 36 min 41 s | 177    |  | 3      | Nathalie Mauclair | 18 h 43 min 57 s | 163    |

### Ultra-Trail du Mont-Blanc
| Hommes | Hommes                | Hommes           | Hommes |  | Femmes | Femmes             | Femmes           | Femmes |
| Rang   | Athlète               | Temps            | Points |  | Rang   | Athlète            | Temps            | Points |
| ------ | --------------------- | ---------------- | ------ |  | ------ | ------------------ | ---------------- | ------ |
| 1      | François D'Haene      | 20 h 11 min 44 s | 250    |  | 1      | Rory Bosio         | 23 h 23 min 20 s | 250    |
| 2      | Iker Karrera          | 20 h 55 min 42 s | 235    |  | 2      | Nuria Picas-Albets | 24 h 54 min 29 s | 231    |
| 2      | Tofol Castañer Bernat | 20 h 55 min 42 s | 235    |  | 3      | Nathalie Mauclair  | 25 h 47 min 35 s | 218    |

### Grand Raid
| Hommes | Hommes           | Hommes           | Hommes |  | Femmes | Femmes               | Femmes           | Femmes |
| Rang   | Athlète          | Temps            | Points |  | Rang   | Athlète              | Temps            | Points |
| ------ | ---------------- | ---------------- | ------ |  | ------ | -------------------- | ---------------- | ------ |
| 1      | François D'Haene | 24 h 25 min 02 s | 185    |  | 1      | Nathalie Mauclair    | 31 h 27 min 28 s | 170    |
| 2      | Ludovic Pommeret | 25 h 55 min 26 s | 169    |  | 2      | Juliette Blanchet    | 34 h 17 min 54 s | 152    |
| 3      | Aurélien Collet  | 27 h 24 min 53 s | 156    |  | 3      | Uxue Fraile Azpeitia | 34 h 18 min 02 s | 144    |

## Classements finaux

### Hommes
| Rang | Athlète               | Pays           | Team/Club                 | Points |
| ---- | --------------------- | -------------- | ------------------------- | ------ |
| 1    | François D'Haene      | France         | Salomon                   | 685    |
| 2    | Ryan Sandes           | Afrique du Sud | Salomon/Red Bull/Velocity | 629    |
| 3    | Gediminas Grinius     | Lituanie       | Inov-8                    | 539    |
| 4    | Antoine Guillon       | France         | WAA Team                  | 524    |
| 5    | Brendan Davies        | Australie      | Inov-8                    | 492    |
| 6    | Sondre Amdahl         | Norvège        | Gore Running Wear         | 480    |
| 7    | Javier Dominguez-Ledo | Espagne        | Vibram                    | 469    |
| 8    | Stone-Siu Keung Tsang | Hong Kong      | Champion System Adventure | 457    |
| 9    | Cyril Cointre         | France         | WAA Team                  | 452    |
| 10   | Piotr Hercog          | Pologne        | Salomon                   | 451    |

### Femmes
| Rang | Athlète                 | Pays       | Team/Club                    | Points |
| ---- | ----------------------- | ---------- | ---------------------------- | ------ |
| 1    | Nuria Picas-Albets      | Espagne    | Buff Pro Team                | 636    |
| 2    | Fernanda Maciel         | Brésil     | The North Face               | 577    |
| 3    | Nathalie Mauclair       | France     | Mizuno                       | 551    |
| 4    | Francesca Canepa        | Italie     | Montura                      | 532    |
| 5    | Uxue Fraile Azpeitia    | Espagne    |                              | 508    |
| 6    | Ildikó Wermescher       | Hongrie    | Mammut Pro Team & Woly Sport | 494    |
| 7    | Nerea Martinez-Urruzola | Espagne    | Salomon                      | 489    |
| 8    | Shona Stevenson         | Australie  | Inov-8                       | 446    |
| 9    | Rory Bosio              | États-Unis | The North Face               | 420    |
| 10   | Ester Alves-Santos      | Portugal   | Salomon                      | 413    |